# Niederbronn-les-Bains

Niederbronn-les-Bains este o comună în departamentul Bas-Rhin, Franța. În 1 ianuarie 2022 avea o populație de 4.372 de locuitori.